# بارك كيونغ هي
بارك كيونغ هي (بالكورية: 박경혜)‏ هي ممثلة كورية جنوبية. ولدت يوم 5 يناير 1993 في سول في كوريا الجنوبية.

## الأعمال

### أفلام
| السنة | العنوان                        | الدور              | م.    |
| ----- | ------------------------------ | ------------------ | ----- |
| 2017  | المدينة الصناعية               | موظفة مركز الاتصال | [ 3 ] |
| 2021  | الهروب من مقديشو               | بارك جي يون        | [ 4 ] |
| 2023  | الطبيب تشون والتعويذة المفقودة | سا-وول             | [ 5 ] |

### مسلسلات
| السنة | العنوان               | الدور         | م.     |
| ----- | --------------------- | ------------- | ------ |
| 2014  | يوميات حارس ليلي      |               | [ 3 ]  |
| 2016  | العفريت               | شبح العذراء   | [ 3 ]  |
| 2019  | المس قلبك             | دان مون هي    | [ 6 ]  |
| 2021  | شريكي في السكن جوميهو | تشوي سو كيونغ | [ 7 ]  |
| 2022  | الحب في العقد         | كيم يومي      | [ 8 ]  |
| 2023  | كاذبي الجميل          | كاساندرا      | [ 9 ]  |
| 2023  | مقدر معك              | سون ساي بيول  | [ 10 ] |

## روابط خارجية
- بارك كيونغ هي على موقع IMDb (الإنجليزية)
- بارك كيونغ هي على موقع قاعدة بيانات الفيلم (الإنجليزية)